# 築地本願寺

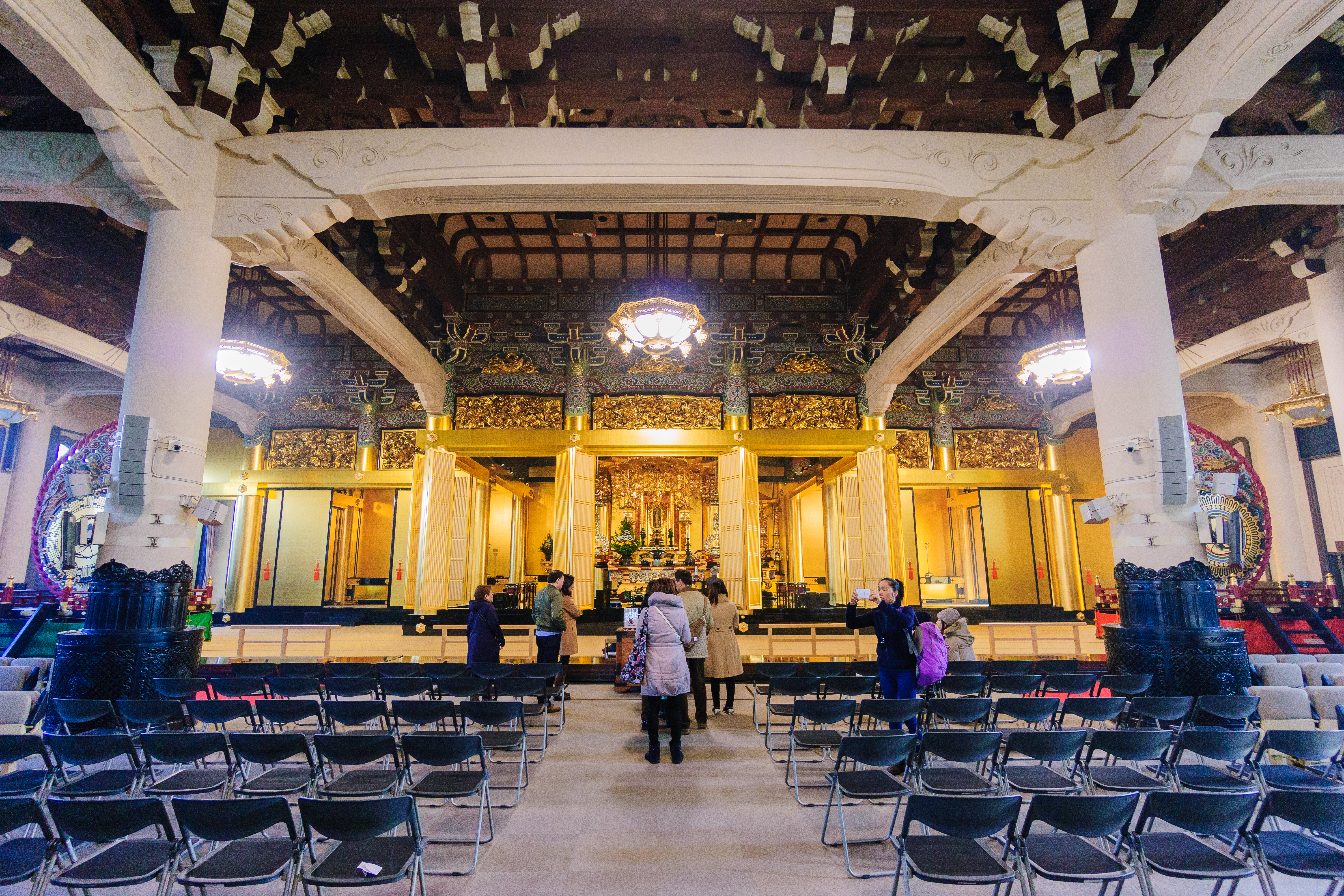
本堂内部

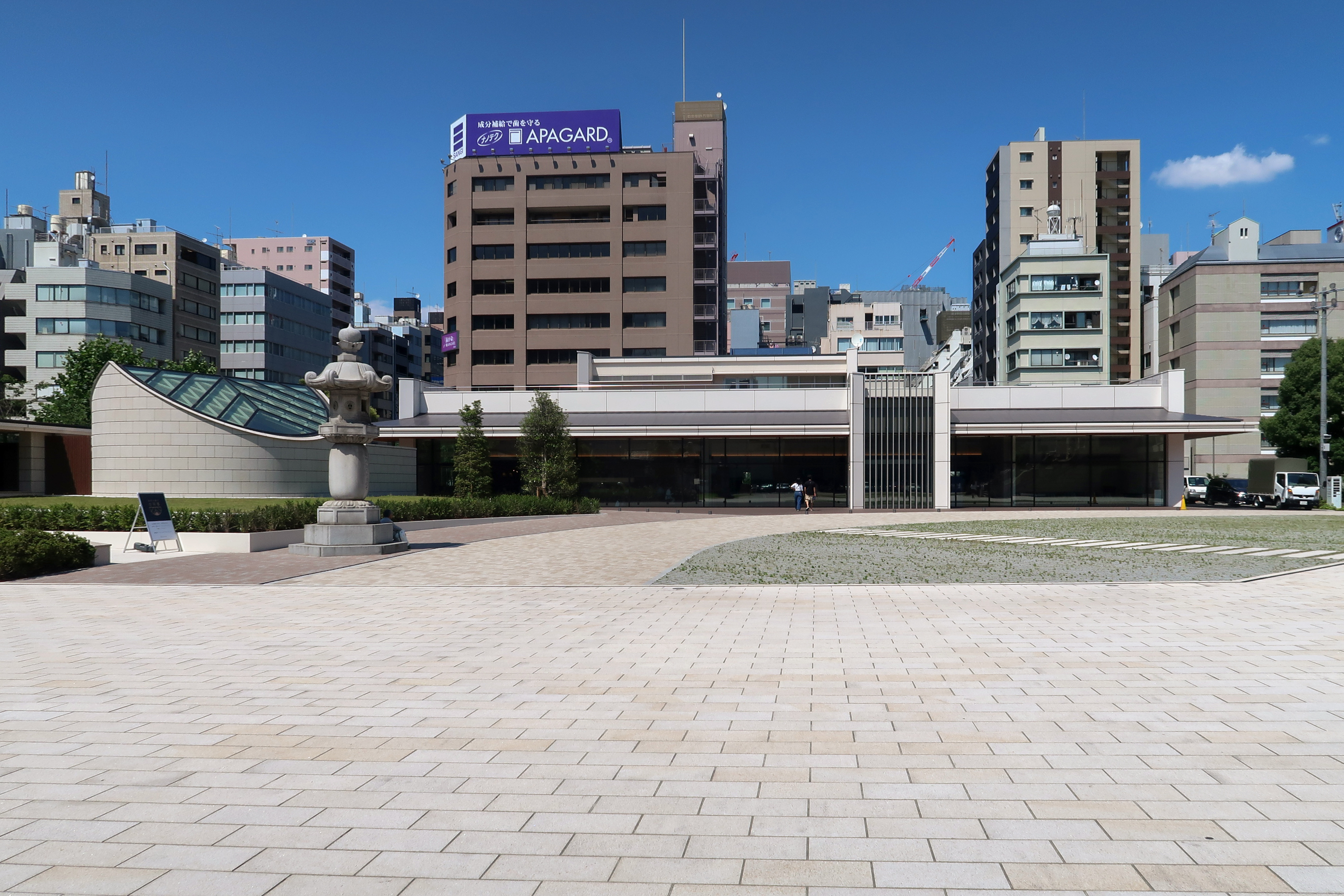
インフォメーションセンター

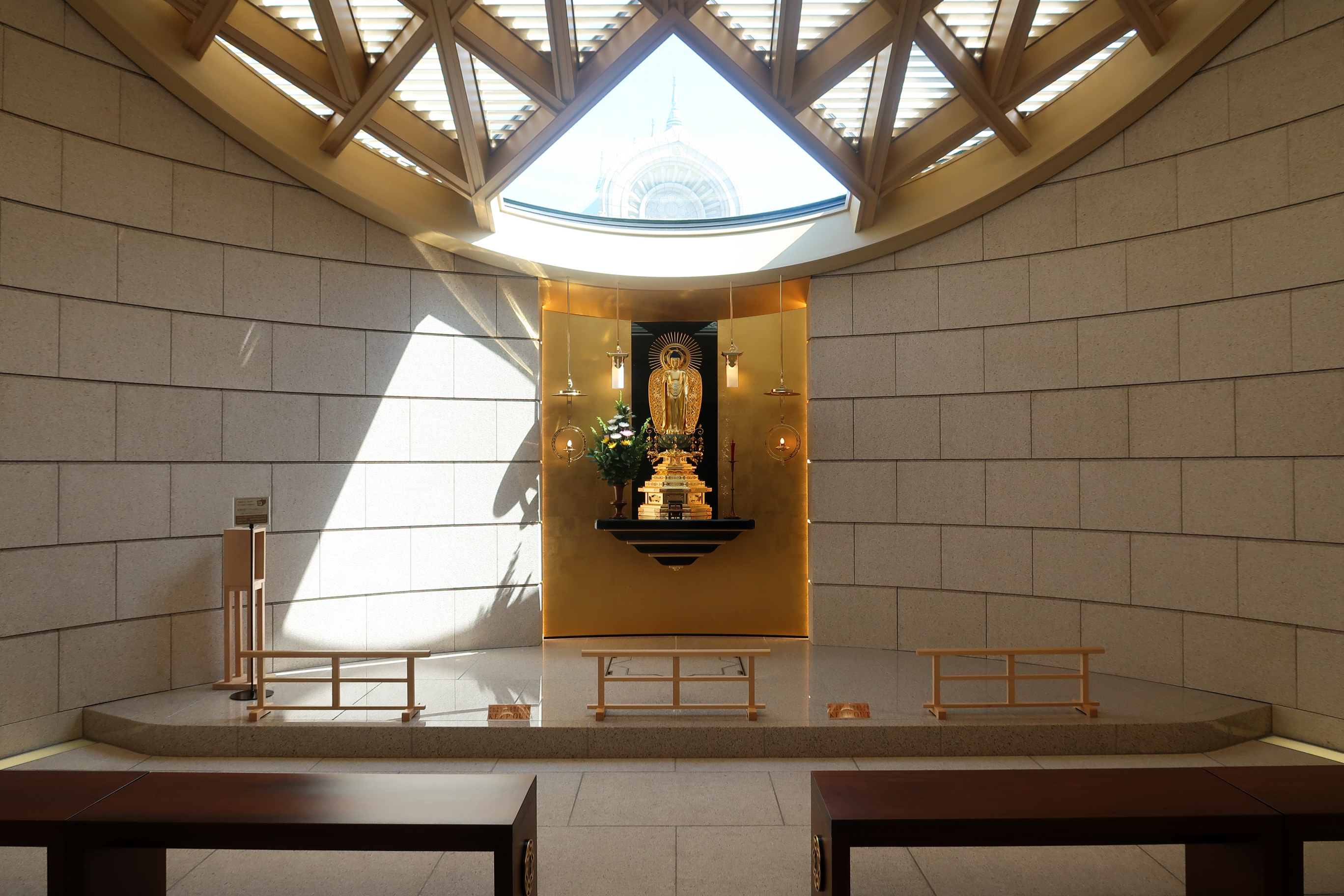
合同墓

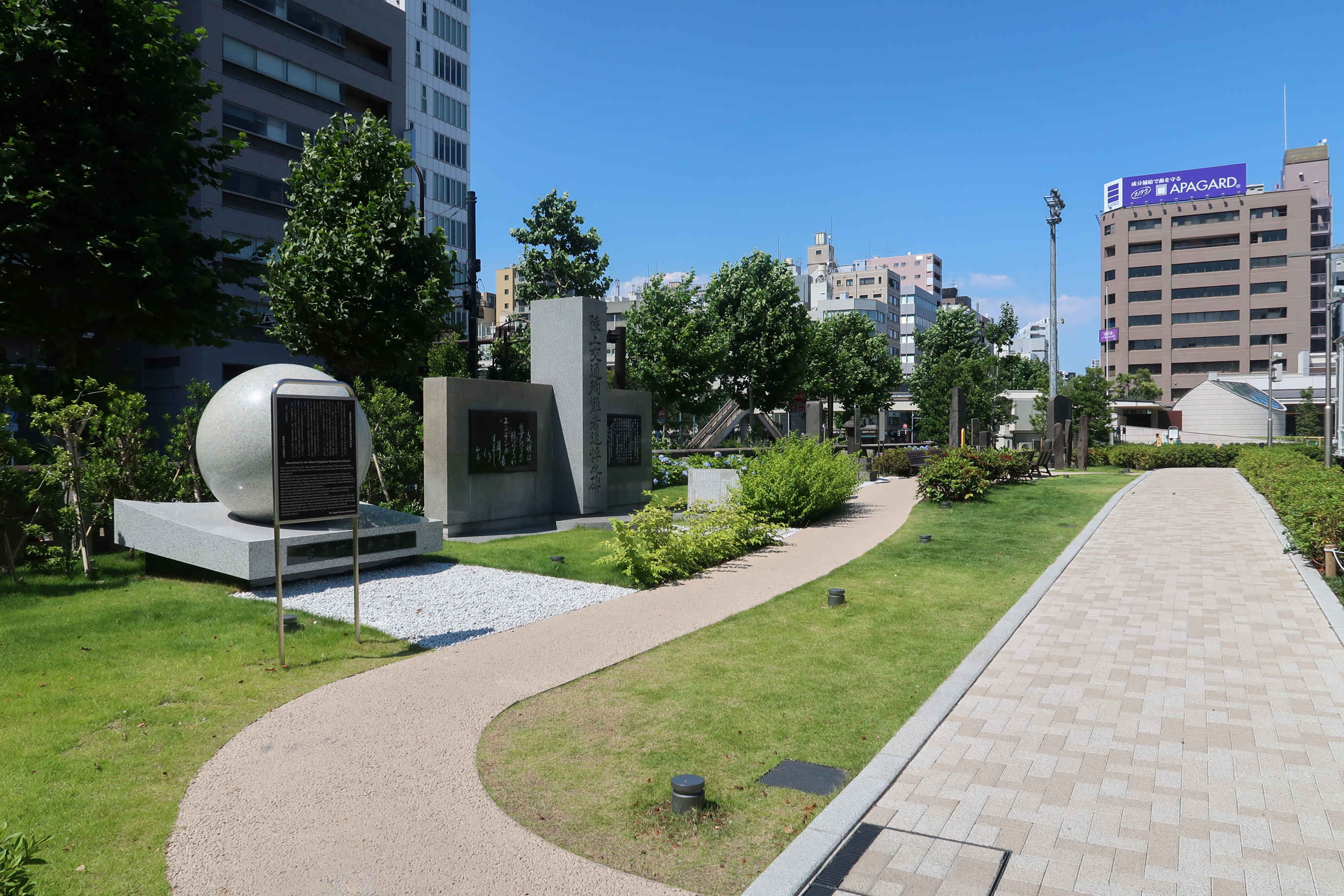
陸上交通殉難者追悼の碑

築地本願寺（つきじほんがんじ）は、東京都中央区築地三丁目にある浄土真宗本願寺派の寺院。東京都内における代表的な寺院の一つで、京都市にある西本願寺の直轄寺院である。本尊は聖徳太子手彫と伝承される阿弥陀如来立像。
住職は門主の大谷光淳が兼ねる。事務執行機関として宗務長（旧：輪番）1人、副宗務長2人で構成される。初代宗務長は浄土真宗本願寺派前総長（当時）の不二川公勝。現在の宗務長は中尾史峰。

## 歴史
築地本願寺は江戸時代の1617年に、西本願寺の別院として浅草御門南の横山町（現在の日本橋横山町、東日本橋）に建立。「江戸海岸御坊」「浜町御坊」と呼ばれていた。しかし明暦の大火（振袖火事）により本堂を焼失。その後、江戸幕府による区画整理のため旧地への再建が許されず、その代替地として八丁堀沖の海上が下付された。そこで佃島（現：中央区佃）の門徒が中心となり、本堂再建のために海を埋め立てて土地を築き（この埋め立て工事が地名築地の由来）、1679年に再建。「築地御坊」と呼ばれるようになった。なお、このときの本堂は西南（現在の築地市場）を向いて建てられ、場外市場のあたりが門前町となっていた。
1923年9月1日の関東大震災では、地震による倒壊は免れたが、すぐ後に起こった火災により再び伽藍を焼失。また、58か寺の寺中子院は、被災後の区画整理により各地へ移転。
現在の本堂は1934年の竣工。古代インド様式をモチーフとしたこの建物は、当時の浄土真宗本願寺派法主・大谷光瑞と親交のあった東京帝国大学工学部名誉教授・伊東忠太による設計である。当時の宗教施設としては珍しい鉄筋コンクリート造で、大理石彫刻がふんだんに用いられ、そのスタイルは現在においても斬新かつ荘厳で、築地の街の代表的な顔である。本堂は重要文化財に指定されている。
浄土真宗本願寺派の新体制移行（2012年4月1日付）に伴い、正式名が従前の｢本願寺築地別院｣から｢築地本願寺｣になった。これにより、築地本願寺は全国唯一の直轄寺院となる。
著名な人物の葬儀が宗派を問わず多く執り行われている。
開かれた寺院を目指し、電話で相談を受け付けるコンタクトセンターを設置し、2017年11月8日にはカフェなどが入るインフォメーションセンターと合同墓を開設している。

## 本堂

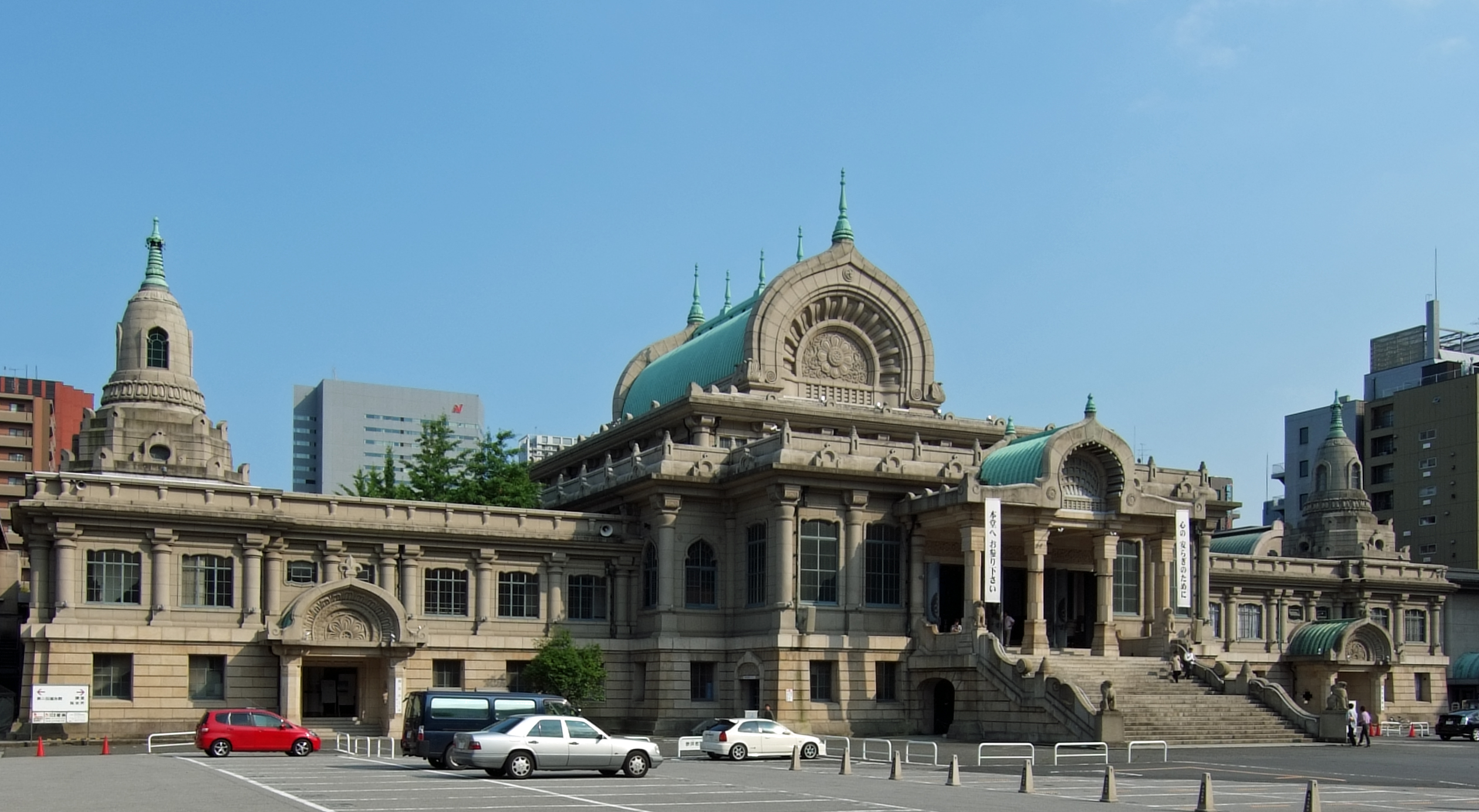
本堂全景

関東大震災で失われた旧本堂の復旧事業として1931年に起工し、1934年に竣工した。設計者は伊東忠太。施工は松井組（現・松井建設）である。鉄筋コンクリート造（一部鉄骨鉄筋コンクリート造）2階建（一部に地下階を設ける）。建築面積は3,149.4m2(平米)。本尊を安置する中央部と北翼部（向かって左）、南翼部（同右）からなる。屋根は陸屋根で、屋上中央に半筒形のヴォールト屋根を上げ、その正面は蓮華をモチーフとしたインドの石窟寺院風のデザインになる。北翼と南翼の屋上にはそれぞれインドの仏塔（ストゥーパ）風の塔屋があり、前者は鐘楼、後者は鼓楼である。中央部正面には4本の列柱を有する向拝と大階段を設ける。本尊を安置する内陣や参拝者のための空間である外陣は大階段を上った2階に位置し、1階は基壇風の扱いになっている。外観は1階が石張り、2階はモルタルに目地を刻んで石張り風に見せ、柱形を造りだす。陸屋根の周囲にはパラペットを設ける。柱頭やパラペットのデザインはインド風である一方で、2階の窓は日本の仏教寺院にみられる花頭窓をモチーフにしている。大階段の手摺は独特の曲線を描き、左右に2体ずつの獅子像を置く。大階段を上がると「広間」と称する横長の前室を経て外陣があり、その奥が本尊を安置する内陣である。平面構成は内陣の両脇に「余間」を設ける点、外陣を広く取る点などは伝統的な真宗本堂の形式を踏襲しているが、外陣は椅子席とする。内部の柱や梁はコンクリート製だが、組物、蟇股、格天井などは木製で、和風仏堂の要素も加味している。中央部1階は内陣の真下にあたる位置に納骨堂があり、その他に図書閲覧室（現・瑠璃の間及び琥珀の間）、日曜学校（現・太子堂）、地方僧侶宿泊所（現・東日本間）、地方青年宿泊所（現・東京親鸞会）などの室を設ける。北翼部は1階に説教所と小会議室（現・聞法ホールと控室）、2階に議場（現・講堂）などを設ける。1階の説教所（現・聞法ホール）はインド風の柱頭装飾やイスラム風のアーチを取り入れている。2階の議場（現・講堂）は、円柱、梁、格天井などを用いた和風の意匠になる。南翼部は1階に重役室、食堂等（現・寺務所等）があり、2階はおもに事務室（現・礼拝堂等）にあてられている。
外観にはインド風の意匠が目立つが、1階を基壇風に扱って、列柱のある2階を基準階とする点、パラペットを含めて3層構成にする点など、全体の構成には西洋建築の影響もみられる。入口床にモザイク、外陣手前の広間（前室）は、扉上をステンドグラスで装飾し、仏教賛歌(明治以降に西洋音楽を取り入れた仏教音楽)の伴奏用として入口入った左右にパイプオルガンを備え、キリスト教の教会堂のナルテックスを思わせる。内部には日本の仏教建築の要素もみられるが、この部分に関しては設計者伊東の本来の意図ではなかったとの見方もある。この本堂はインド、西洋、イスラム、日本などの異なるモチーフを融合させた独自の様式を示すとともに、礼拝、説教、会議、事務など、仏教寺院のさまざまな機能を1棟で果たせるような合理的な設計になっており、伊東忠太の代表作の一つである。

## 主な行事

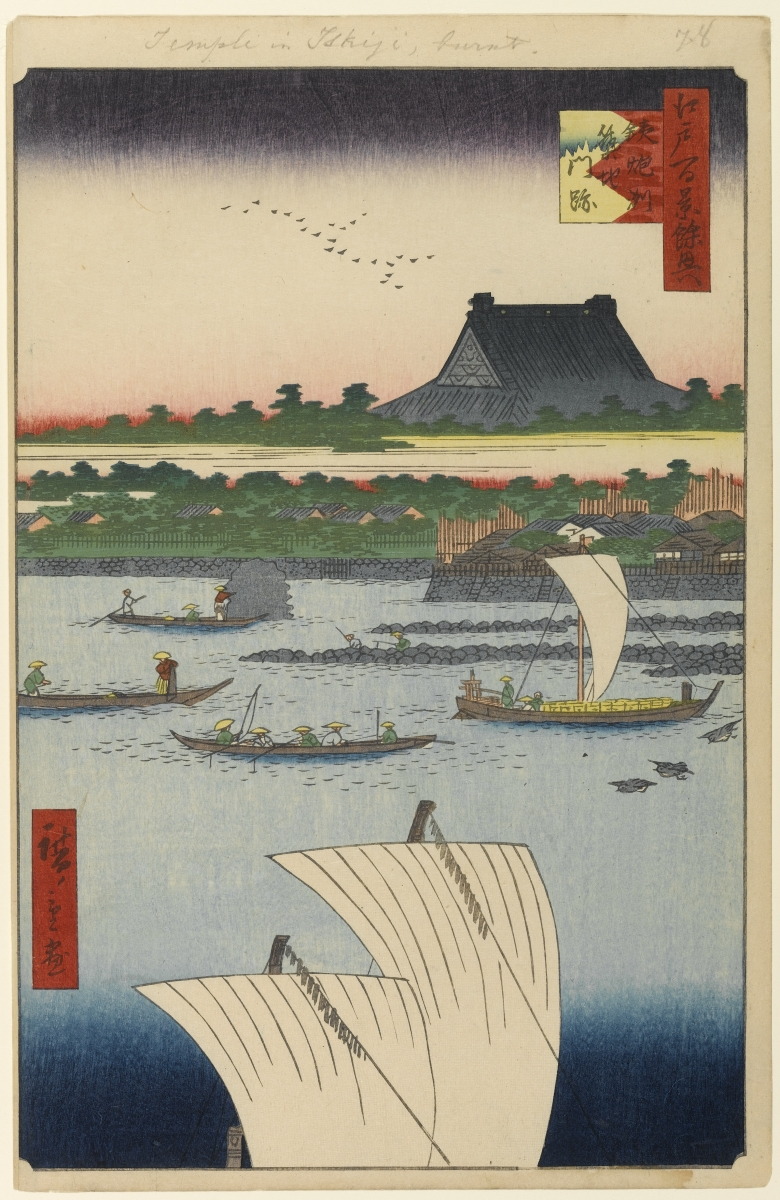
広重「名所江戸百景」より「築地門跡」。当時の和風建築の本願寺が描かれている。

- 1月1日 : 元旦会（修正会）（新年を迎える法要）
- 4月8日 : 灌仏会（花まつり）
- 5月21日 : 宗祖降誕会（宗祖親鸞の誕生祝賀法要）
- 8月上旬 : 盆踊り 芸能人による余興、大江戸助六太鼓の演舞など近隣住民・在勤者にも楽しまれるイベントである。
- 11月11日 - 16日 : 報恩講（親鸞の祥月命日法要）
- 12月31日 : 除夜会（除夜の法要）

その他、法話や著名な学者による仏教文化講座、さらに英語による法話が恒常的に開催され、仏教学の普及にも大いに努めている。

## 文化財
重要文化財
- 本堂

附・正門、北門、南門、石塀
（解説は「本堂」の節を参照）

## その他
- 二・二六事件で暗殺された高橋是清や、中国大陸における飛行機事故で殉職した海軍大将の大角岑生などの葬儀が営まれた。
- ソ連指導者ヨシフ・スターリンを追悼する「国民追悼集会」が本願寺側の協力のもと挙行された。
- 2007年12月15日、「東京ボーズコレクション」と題した超宗派による仏教イベントを開催。15,000人（主催者発表）を集め、期間中の法要では約50,000枚の華葩（けは）が散華された。2008年以降の開催は未定。
- 2008年7月6日、魚山聲明と節談説教、親鸞聖人御在世時の味を再現した精進料理などを味わう「念佛ノ源流」を開催。2公演が行われ、各公演800名、計1,600名（主催者発表）が築地本願寺を訪れた。
- 公式サイトのHTMLソースにはアスキーアートが描かれていたこともあるが[7]、2011年4月現在は削除されている。

## アクセス
- 東京メトロ日比谷線　築地駅　出口1直結
- 東京メトロ有楽町線　新富町駅　出口4から徒歩約５分
- 都営地下鉄浅草線　東銀座駅　出口5から徒歩約５分
- 都営地下鉄大江戸線　築地市場駅　出口A1から徒歩約５分

## 関連施設
築地本願寺内
- ブディストホール - 敷地内にある第一伝道会館の二階に164席収容のプロセニアム型劇場が併設されており、様々な劇団をはじめとする団体が、その思想・宗派の別を問わず利用している。
- 浄土真宗本願寺派東京教区教務所 - 関東一円の宗門事務を掌握する機関。教務所長は慣例として副宗務長のうち1名が兼職する。
- 東京首都圏都市開教対策本部 - 首都圏における都市開教と開教使（僧侶）養成を目的とする。
- 本願寺宗務都市圏センター - 首都圏の宗務推進、情報収集を目的に2001年に設置。
- 東京仏教学院 - 明治時代の「勤学所」を前身とする仏教を学ぶ専門学校。

分院（東京都内）

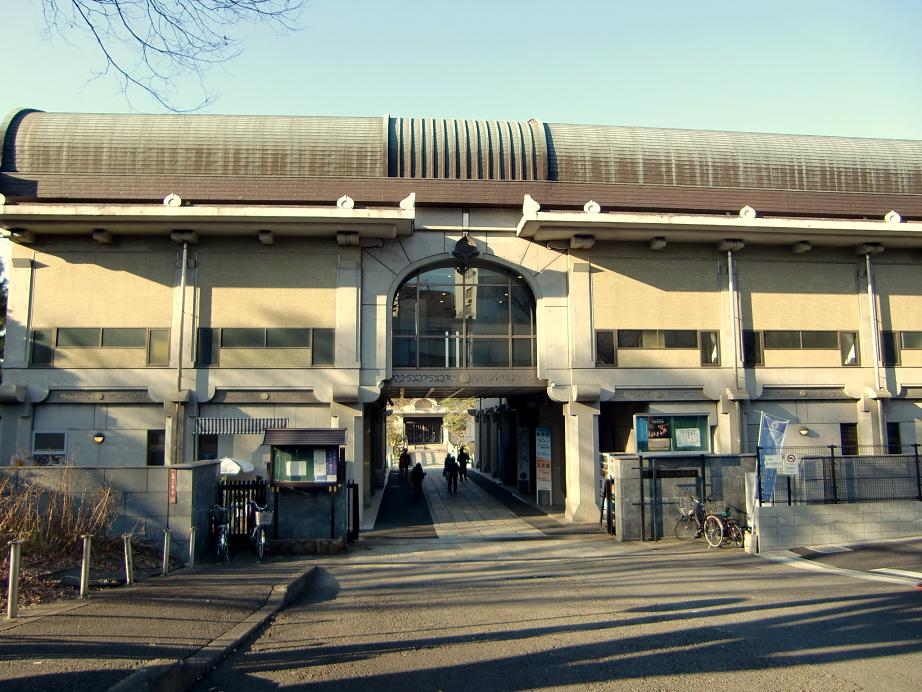
和田堀廟所入口

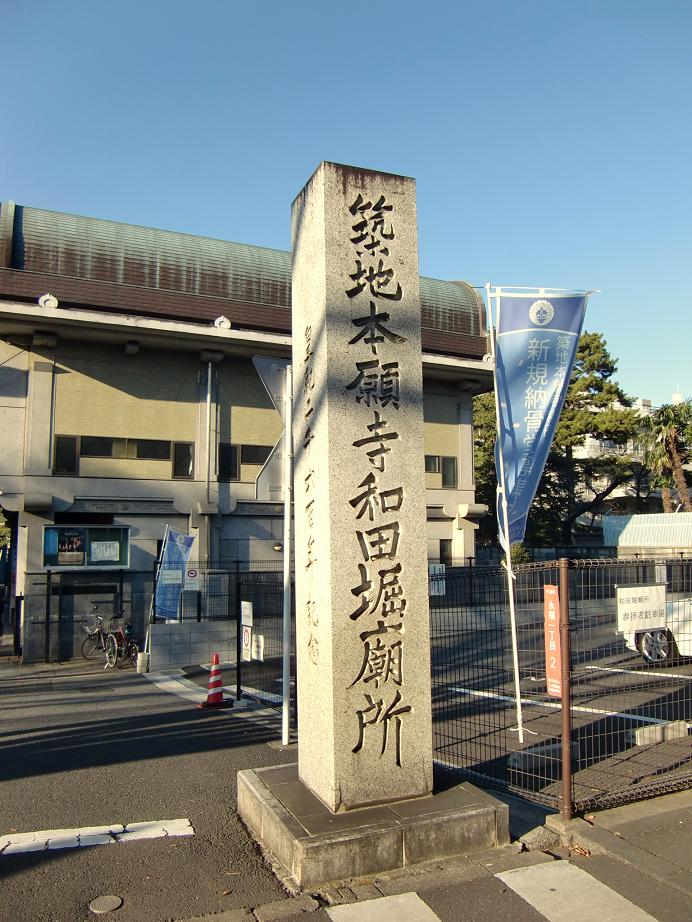
和田堀廟所入口

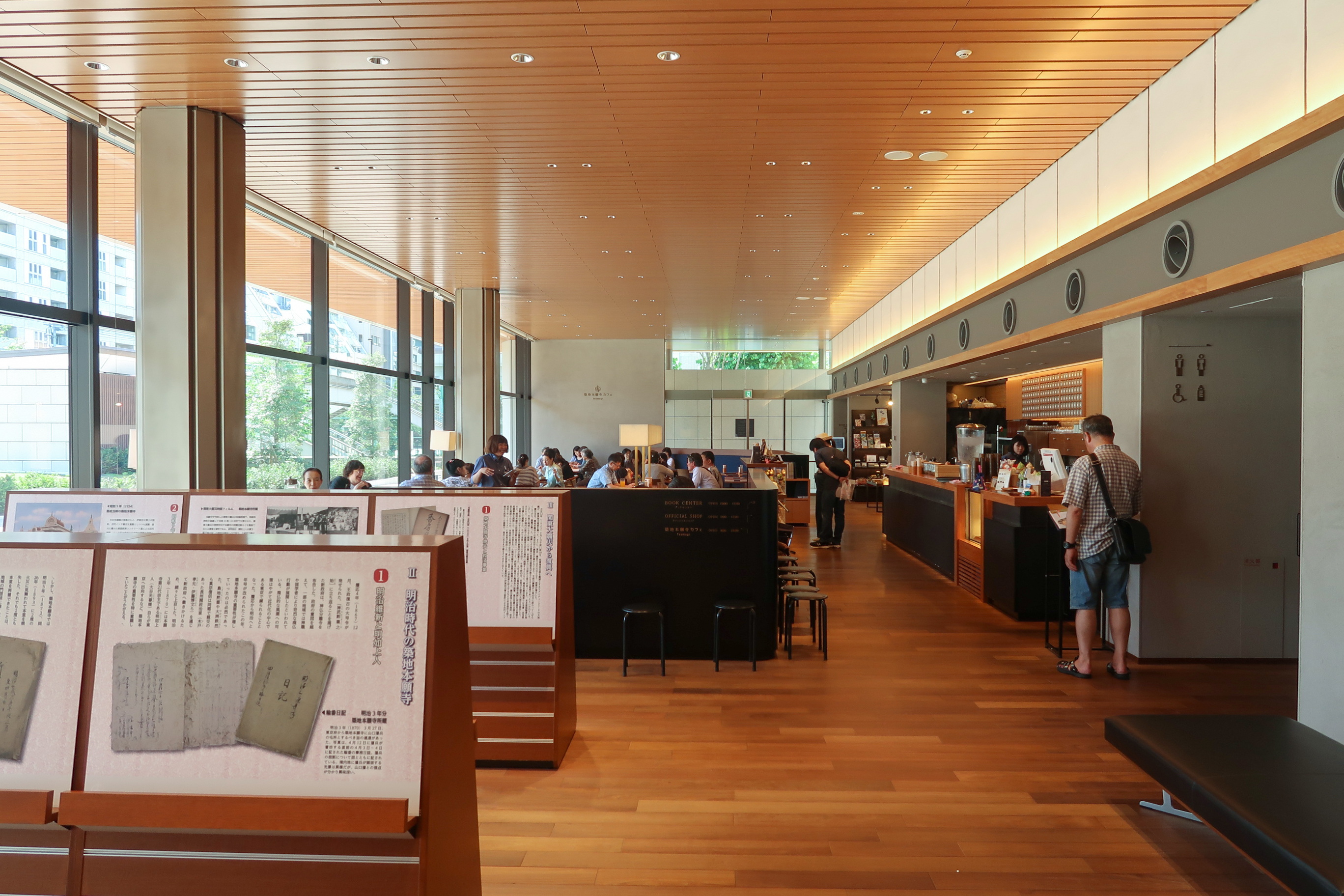
インフォメーションセンター内

- 築地本願寺 和田堀廟所 - 杉並区永福。関東大震災で焼失した本堂再建のため、昭和9年に築地境内にあった墓地を当地（旧・陸軍省火薬庫跡地）へ移転。昭和20年5月の空襲で仮本堂が焼失するも、昭和29年に再建を果たす。約1万1千坪の広大な敷地を有し、樋口一葉、中村汀女、三島海雲、水谷八重子 (初代)、古賀政男、和泉元秀、笠置シヅ子、内田吐夢、レオナルド熊など、多くの著名人の墓がある。明治大学和泉校舎に隣接している。
- 築地本願寺 慈光院 - 墨田区。関東大震災により犠牲となった人たちを追悼するために建立。隣接して東京都慰霊堂がある。
- 築地本願寺 東久留米会館 - 東久留米市。当地に浄土真宗本願寺派の寺院がなかったため、1977年に建立。
- あきる野本願寺 - あきる野市。西多摩霊園の入り口にある当寺の分院。1995年建立。
- 築地本願寺佃島分院 - 東京都中央区月島1丁目。2020年に佃島説教所から改称。老朽化により改築工事が行われている。近年開発の進む湾岸地区の布教拠点。

- 築地本願寺 江東学園幼稚園 - 墨田区にある慈光院に付設してある幼稚園。
- 仁風保育園 - 荒川区にある保育園。築地本願寺が母体となっている。

その他
- あそか病院 - 江東区にある病院。関東大震災時に日比谷公園に救護所を開設したのが始まり。21代門主明如の娘、九条武子が創始者。
- 武蔵野大学中学校・高等学校・武蔵野大学 - 西東京市・江東区にある中等教育機関・大学。高楠順次郎が境内に武蔵野女子学院を開設したのが始まり。理事長は開教対策本部長が兼ねる場合もある。

## 関連組織
- 築地聞真会 - 浄土真宗本願寺派の聞信徒などの国会議員（99人）で構成。現在の代表世話人は林芳正
- 築地あすなろ会 - 浄土真宗本願寺派の聞信徒などの財界人（首都圏）（24人）で構成。現在代表世話人沼田智秀
- 築地風琴会 - 築地教会、聖路加国際病院聖ルカ礼拝堂、本願寺築地別院で組織。
- 浄土真宗東京ビハーラ - がん患者・遺族の相互援助。
- 東京親鸞会 - 門徒組織。新宗教団体の親鸞会とは無関係。